# Euproctis erycides
Euproctis erycides är en fjärilsart som beskrevs av Turner 1904. Euproctis erycides ingår i släktet Euproctis och familjen tofsspinnare. Inga underarter finns listade i Catalogue of Life.